# چانگ چن
چانگ چن (انگلیسی: Chang Chen؛ زادهٔ ۱۴ اکتبر ۱۹۷۶) یک هنرپیشه اهل تایوان است.
از فیلم‌ها یا برنامه‌های تلویزیونی که وی در آن نقش داشته است می‌توان به ۲۰۴۶، تنفس، ببر خیزان، اژدهای پنهان، شام آخر، ابریشم، صخره سرخ، شاد در کنار هم، اروس، هلیوس و آدم‌کش اشاره کرد.